# Флашинг — Мейн-стрит (линия Флашинг, Ай-ар-ти)
«Флашинг — Мейн-стрит» (англ. Flushing–Main Street) — станция Нью-Йоркского метрополитена, расположенная на линии Флашинг, Ай-ар-ти.  На станции останавливаются маршруты 7 (круглосуточно) и <7> (в часы пик в пиковом направлении). Станция является северной конечной для обоих маршрутов. Станция расположена в районе Флашинг, Куинс, на пересечении Мейн-стрит и Рузвельт-авеню.

## Описание
| 7 · <7> |
|         |
|         |
| 7 · <7> |
|         |
|         |
| 7 · <7> |

| 7 · <7> |
|         |
|         |
| 7 · <7> |
|         |
|         |
| 7 · <7> |

Станция подземная и представляет собой три пути и две островные платформы. На станции имеются мозаики с её названием — «Main Street», а также многочисленные мозаики с буквой «М». С западного конца станции располагаются перекрёстные съезды для оборота составов. Все три пути на станции заканчиваются тупиками с восточного её конца, поезд с любого из путей линии может прибыть в любой из тупиков. Маршрут <7> останавливается на южном и центральном путях, а маршрут 7 — во время работы маршрута <7> на северном, в остальное время на всех. Для ориентации пассажиров об отправлении ближайшего поезда на станции установлены специальные табло, информирующие о пути, с которого будет отправляться очередной поезд на Манхэттен.
Существует два выхода в город. Первый из них расположен в центральной части станции, второй — с её восточного конца. Центральный выход был открыт раньше, чем восточный, его турникетный зал расположен в мезонине над путями. Восточный выход, открытый в 1999 году, ведёт к Липман-Плаза. Он имеет достаточно большую (по меркам Нью-Йоркского метрополитена) глубину залегания — порядка 12 метров. Он представлен тремя эскалаторами и лестницей.
В 1999—2000 годах на станции был проведён капитальный ремонт, в результате которого помимо отделочных работ был установлен лифт для пассажиров с ограниченными возможностями. Лифт расположен у восточного выхода в город.
По состоянию на 2012 год, станция является самой оживлённой в Куинсе: ею воспользовалось свыше 19 миллионов человек. Согласно этим же статистическим данным, станция занимает одиннадцатую строчку по пассажиропотоку среди других, располагающихся вне Манхэттена.
С 2004 года станция Флашинг — Мейн-стрит является объектом Национального реестра исторических мест США.

## Галерея

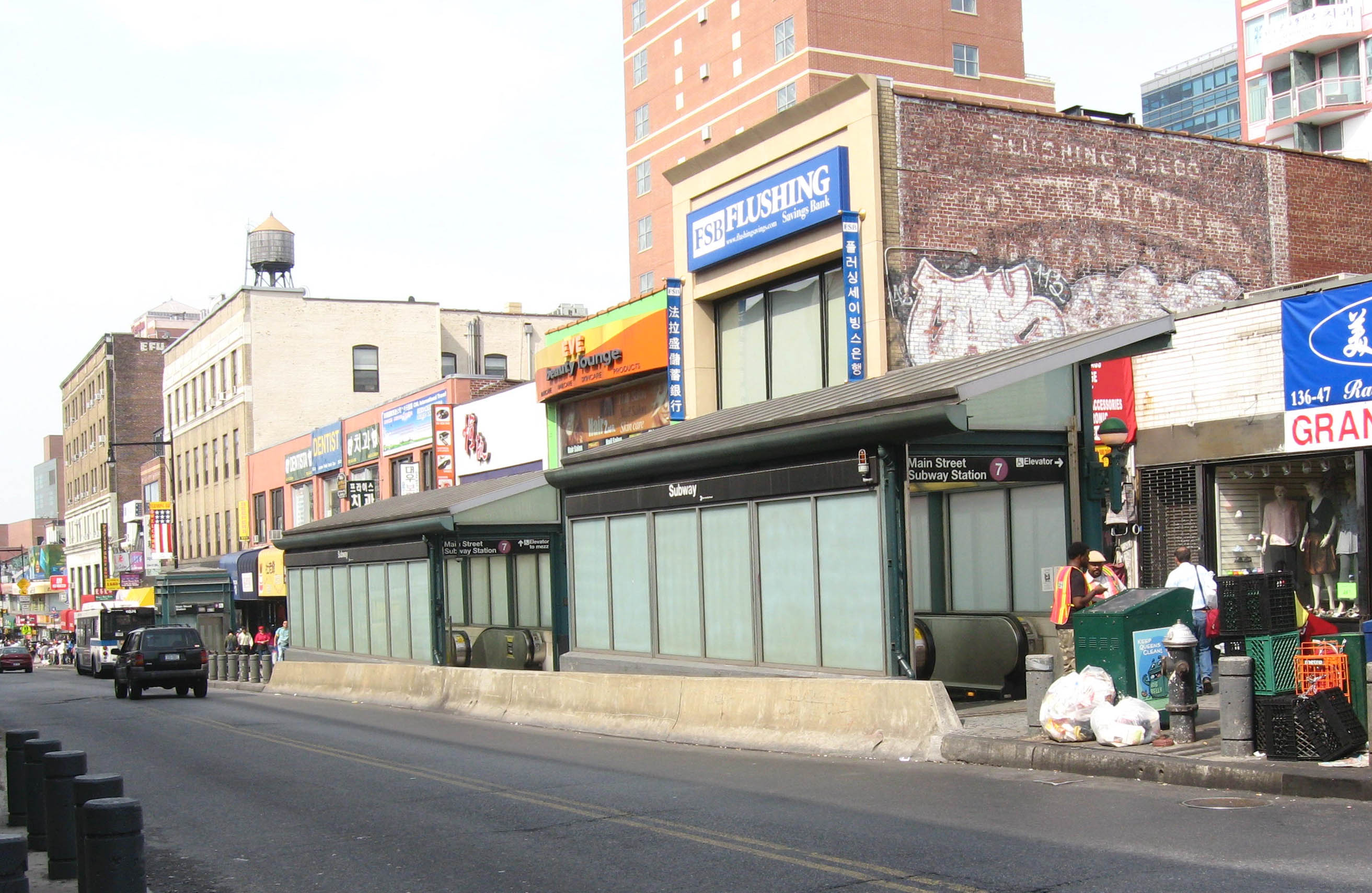
Восточный вход, отремонтированный в 1999 году
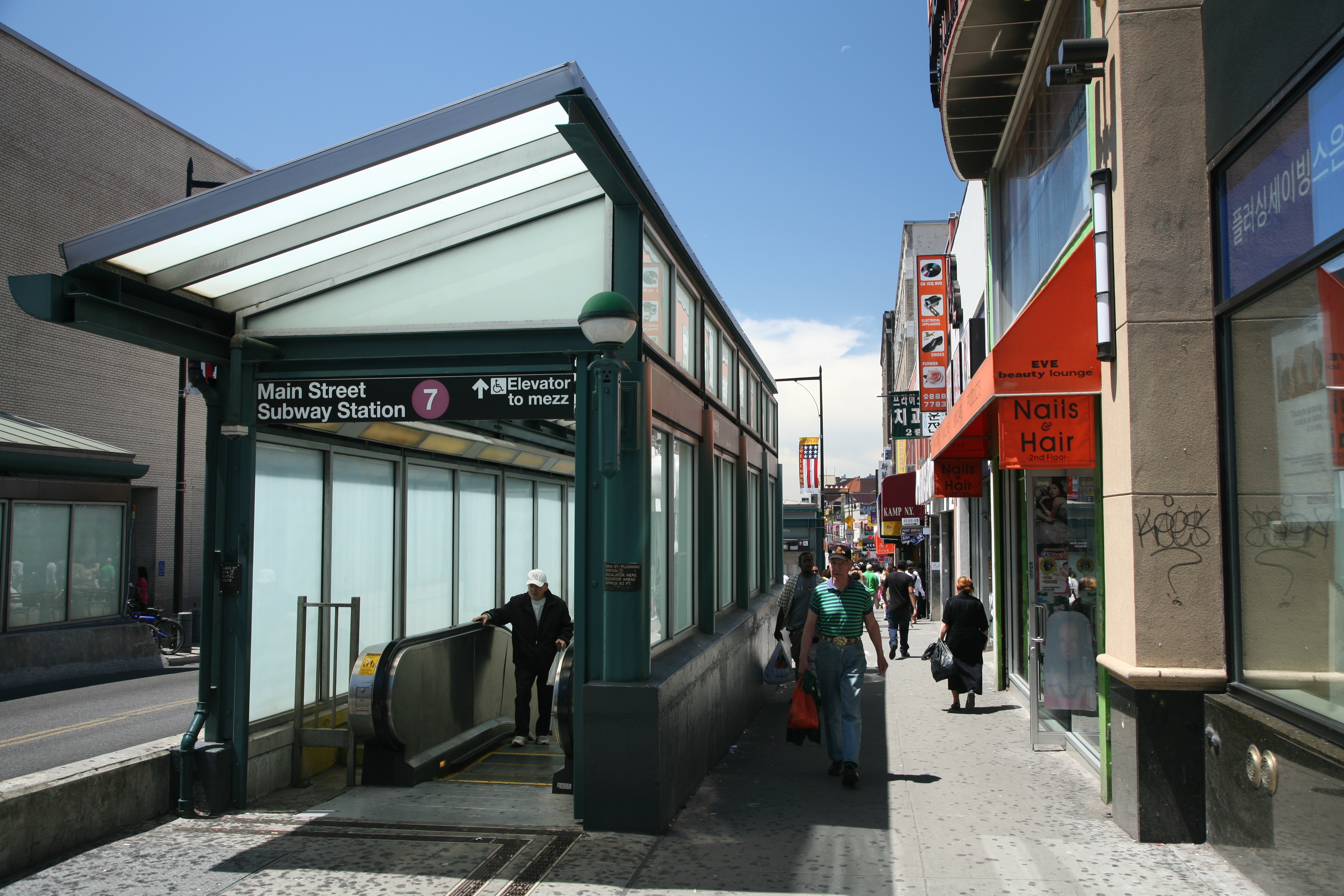
Ещё один вид на восточный вход
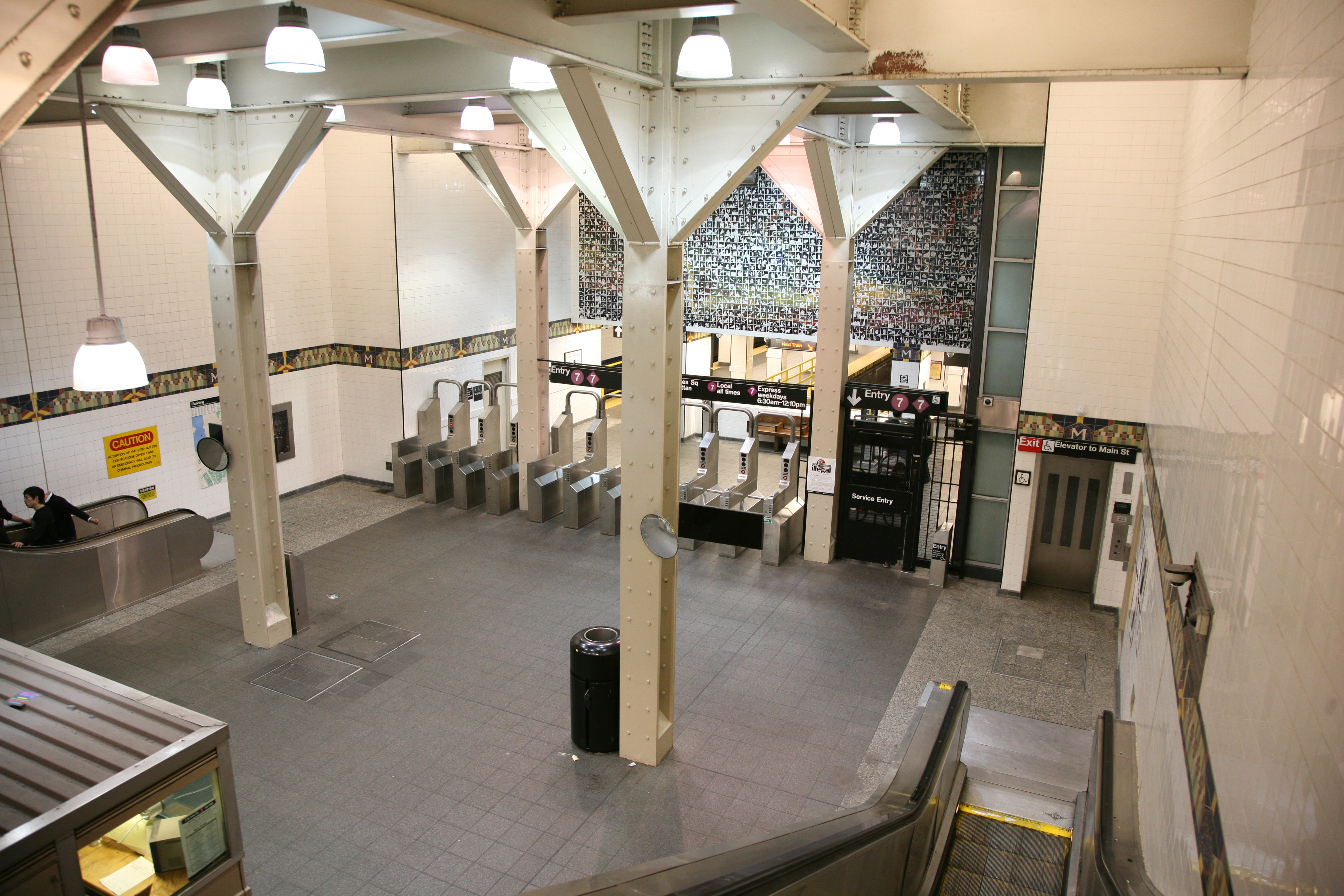
Турникетный зал
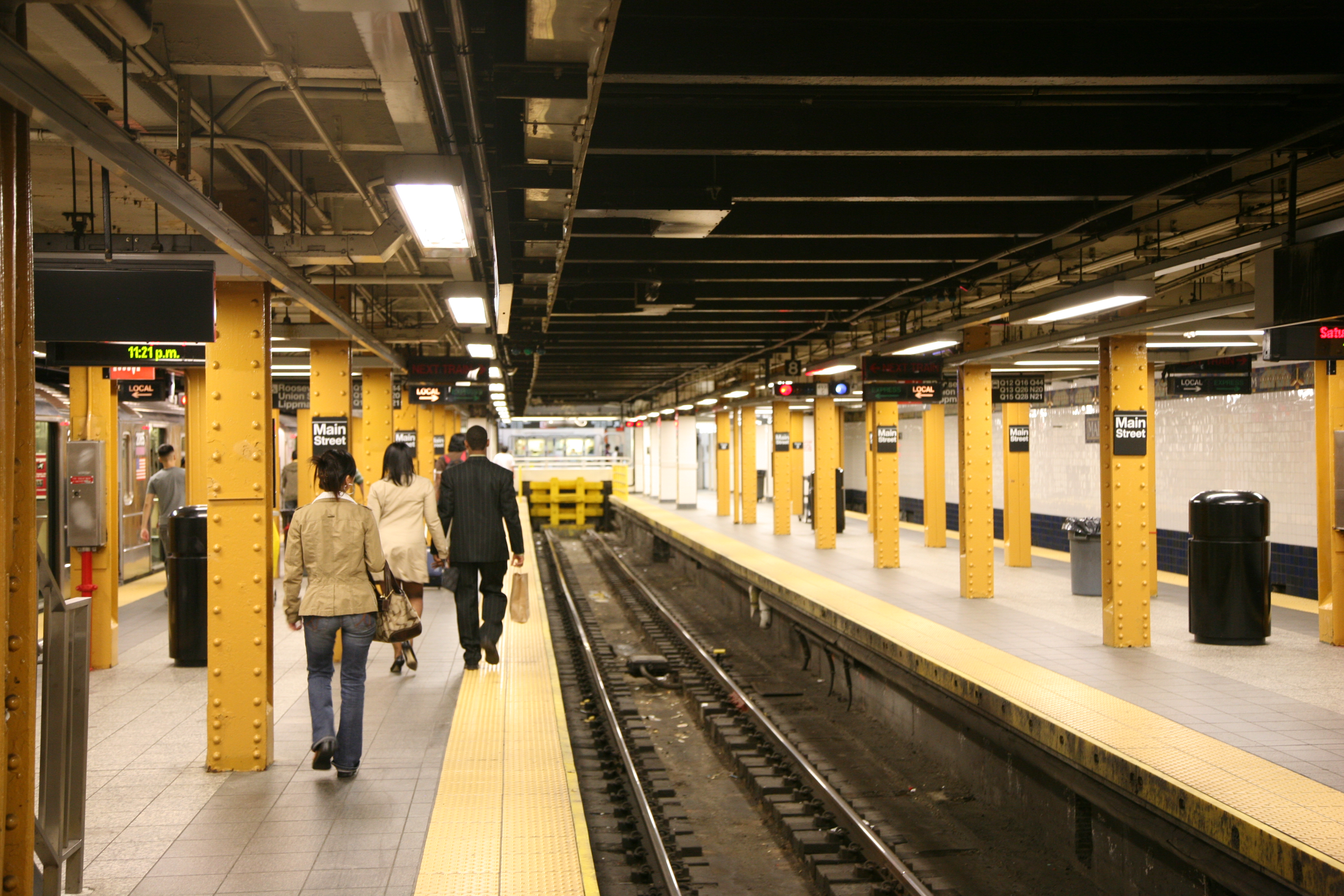
Платформы